# تدريب الضباط
تدريب الضباط يشير إلى التدريب الذي يجب أن يحصل عليه معظم ضباط القوات المسلحة قبل الحصول على الرتبة العسكرية. ويصبح المستجد طالبًا في الكلية العسكرية، وهو مصطلح يشير إلى الطالب في مرحلة التدريب. وقد يتم تدريب الضابط أثناء فترة التدريب في الكلية العسكرية مثل ويست بوينت، أو تتم ترقيته من الدرجات الدنيا. وبعد اكتمال هذا التدريب يصبح المستجد قيد التدريب ضابطًا مؤهلاً، حيث يتولى موضعًا قياديًا في الفرع العسكري التابع له.